# 奈良パワーセンター
奈良パワーセンター（ならパワーセンター）は、奈良県奈良市にある大型複合店舗である。

## 主なテナント
- ケーズデンキ奈良本店
- ABCマート
- Seria奈良パワーシティ柏木店
- スタジオアリス奈良柏木店
- ステーキガスト奈良柏木店
- どうとんぼり神座柏木店
- ドン・キホーテ奈良店

## その他
- 以前は駐車場は24時間開放されていたが、夜間になると周辺や駐車場内において治安が悪化していた。これは、周回族が奈良県迷惑防止条例で規制されたJR奈良駅や近鉄奈良駅などの公共施設から、規制の対象外となる私有地である奈良市郊外の商業施設の駐車場に拠点を移したためで、傷害・暴行・器物損壊事件が絶えなかったことから、奈良県警は商業施設に対して改善を要求[1]。その後、駐車場の夜間有料化が決定した。

## 交通アクセス
- 西ノ京駅（近鉄橿原線）より徒歩約20分。
- 奈良交通「柏木町南」バス停下車。

## 隣接道路
- 国道24号
- 奈良県道122号京終停車場薬師寺線